# Ships of the Royal Navy
Ships of the Royal Navy ist ein Standardwerk mit einer Übersicht der Schiffe der Royal Navy seit dem 15. Jahrhundert in englischer Sprache. Die Angaben und Schreibweisen in diesem Werk sind die Referenz für Museen, Büchereien und Archive. Es wurde in zwei Bänden 1969 und 1970 von Greenhill Books herausgegeben. Ben Warlow überarbeitete den ersten Band 2003. Insgesamt 15.000 individuelle Schiffe sind aufgenommen. 